# Equisetum ramosissimum
Equisetum ramosissimum,   o cola de caballo es un helecho de la familia botánica Equisetaceae. 
Está considerada un sinónimo de Equisetum giganteum.

## Descripción
Geófito, se trata de un equiseto alto, de hasta un metro de longitud, ramificado, con el tallo aéreo clorofílico. El diámetro de los tallos es de 1 cm, con 8-20 costillas. Las vainas, ensanchadas en el ápice, también verdosas, son alargadas, con 20-30 dientes pardos de aspecto escarioso. Los estróbilos son mucronados, con una vaina que los engloba en su base. La dotación genética diploide es de 216.

## Distribución y hábitat

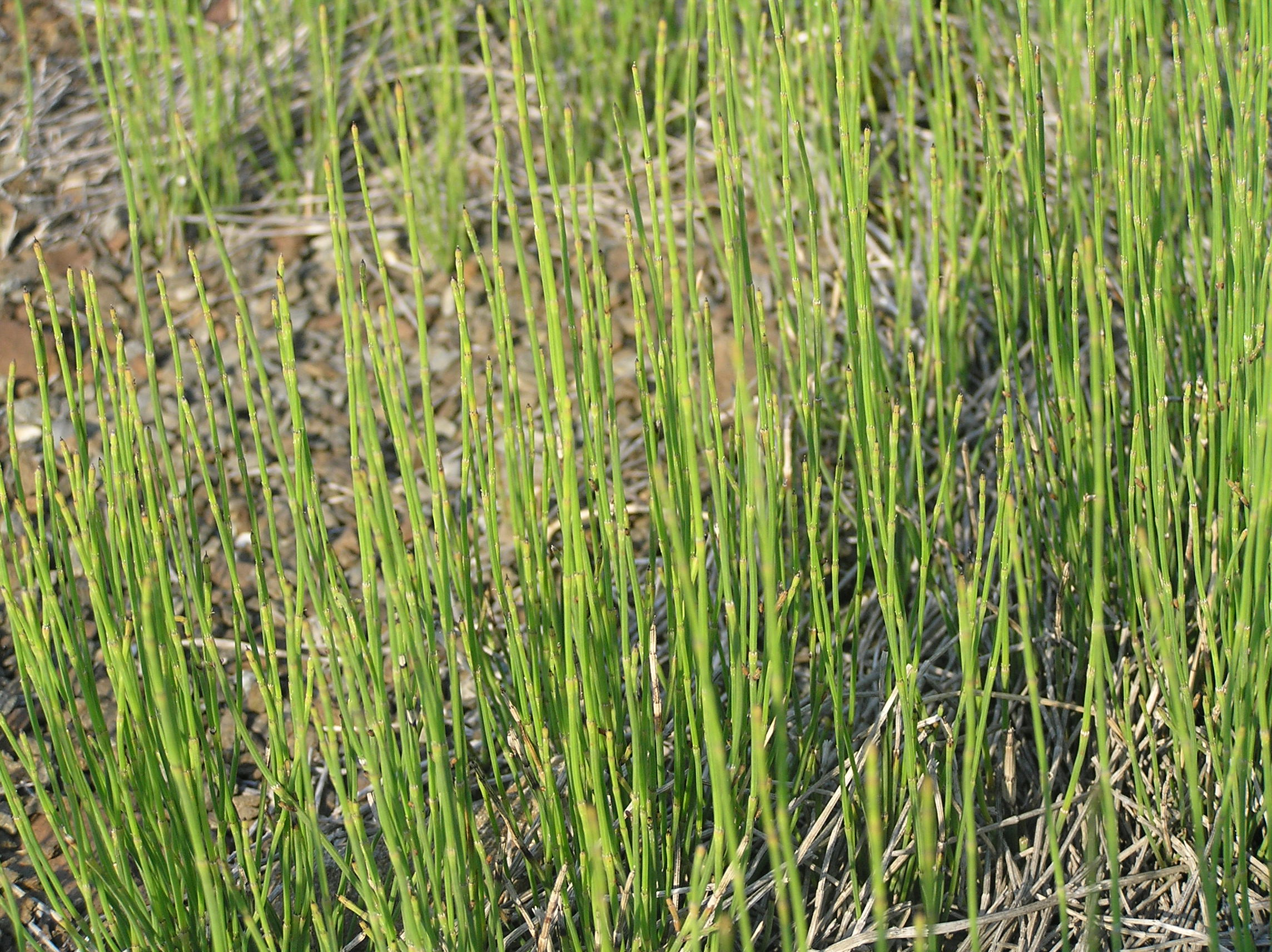
Porte.

Se encuentra en zonas templadas y tropicales de ambos hemisferios. Común en casi toda la península ibérica.
Habita en suelos nitrificados, con alto impacto humano, como son ribazos, cultivos, márgenes de canales de riego, etc. Rizomatosa, arraiga en el sustrato a gran profundidad. Gusta de suelos arenosos.
Habitat
Crece en climas templados, en zonas húmedas y sombrías de todo el mundo, especialmente América y Norte de Europa, con excepción de Australia, en terrenos preferentemente arenosos, y también en los secos, pedregosos y al borde de los caminos.

## Taxonomía
Equisetum ramosissimum fue descrita por  René Louiche Desfontaines y publicado en Flora Atlantica 2: 398–399. 1799.
Etimología
Equisetum: nombre genérico que proviene del latín: equus = (caballo) y seta (cerda).
ramosissimum: epíteto latíno que significa "con muchas ramas".
Sinónimos
- Equisetum campanulatum Poiret
- Equisetum ramosum DC.
- Hyppochaete ramosissima (Desf.) Börner